# Bocagella lanuginosa
Bocagella lanuginosa är en insektsart som beskrevs av Bolívar, I. 1889. Bocagella lanuginosa ingår i släktet Bocagella och familjen gräshoppor. Inga underarter finns listade i Catalogue of Life.